# Grijsbruine lijstergaai
De grijsbruine lijstergaai (Garrulax palliatus) is een zangvogel uit de familie Leiothrichidae.

## Verspreiding en leefgebied
Deze soort komt voor in de bergen van Sumatra en Borneo en telt twee ondersoorten:
- G. p. palliatus: Sumatra.
- G. p. schistochlamys: Borneo.

## Status
De grootte van de populatie is niet gekwantificeerd maar de soort wordt omschreven als schaars op Sumatra en vrij algemeen op Borneo. Met name op Sumatra wordt deze vogel veel gevangen voor de kooivogelhandel. Op de Rode lijst van de IUCN heeft deze soort daarom de status gevoelig.